# Caça de lobos com cães
A caça de lobo com cães é um método de caça que se baseia no uso de cães de caça para procura e abate de lobos. Enquanto qualquer cão, especialmente um cão de caça usado para caçar lobos, pode ser chamado de "wolfhound" (caçador de lobo), várias raças de cães foram criadas especificamente para esse fim, algumas das quais, como o lebrel irlandês, têm a palavra em seu nome na sua língua original (Irish Wolfhound).

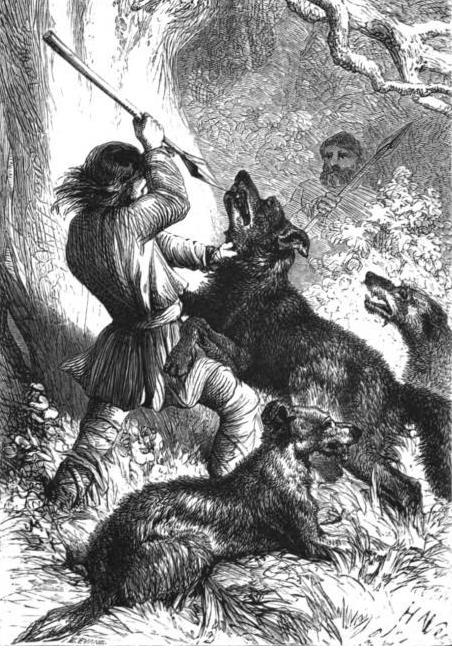
Uma caçada anglo-saxão ao lobo, como ilustrado em Os caçadores de lobos britânicos: um conto da Inglaterra no tempo antigo, um romance de 1859 de Thomas Miller.

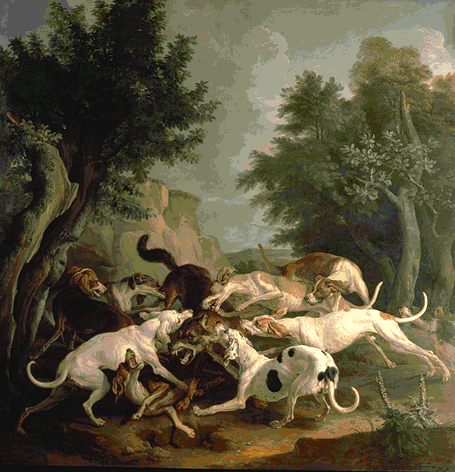
A caça ao lobo, Alexandre-François Desportes

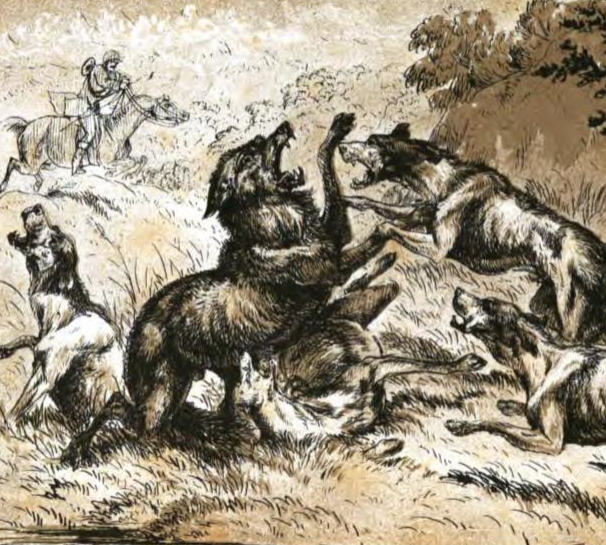
Luta pela morte (1875), Henry Hope Crealock

## Reação
Os relatos de como os lobos reagem ao serem atacados por cães variam, embora John James Audubon tenha escrito que os lobos jovens geralmente mostram comportamento submisso, os lobos mais velhos lutam ferozmente. Como os lobos não são tão rápidos quanto os canídeos menores, como os coiotes, eles geralmente correm para um local baixo e esperam os cães virem do topo para lutarem com eles. Theodore Roosevelt alertou dos perigos que os lobos encurralados podem representar para uma matilha de cães em seu livro Hunting the Grisly and Other Sketches:
| “ | O lobo é um terrível lutador. Ele dizimará uma matilha de cães com ataques rápidos usando suas mandíbulas gigantes, sofrendo pouco dano; nem os comuns cães de grandes porte, supostamente criados para serem cães lutadores, são capazes de atacá-lo sem treinamento especial. Conheço um lobo que matou um bulldog que o atacou com uma única mordida, enquanto outro que havia entrado no quintal de uma fazenda em Montana matou em rápida sucessão grandes mastiffs pelo qual foi atacado. A imensa agilidade e ferocidade do animal selvagem, a terrível força de suas mandíbulas de dentes longos e o treinamento admirável em que ele sempre está submetido na natureza, dão-lhe uma grande vantagem sobre os cães gordos, de dentes pequenos e de pele lisa, mesmo que eles nominalmente deveriam pertencer a tipos de cães destinados a luta. Na forma como as exposições de cães são organizadas hoje em dia, isso é natural, pois não há motivos para se produzir uma classe digna de cão de combate quando as recompensas são dadas em pontos técnicos totalmente desconectados com a realidade e a utilidade do cão. Um mastim ou bulldog premiado pode ser quase inútil para os únicos propósitos para os quais sua raça seria útil. Um mastim, se adequadamente treinado e de tamanho suficiente, poderá enfrentar um lobo jovem ou pequeno do Texas; mas nunca vi um cão dessa variedade que, por mais que tivesse respeito pela raça, sozinho conseguisse enfrentar um dos enormes e duros lobos do oeste de Montana. Mesmo se tal cachorro fosse o mais pesado dos dois, seus dentes e garras seriam muito menores e mais fracos e sua pele menos resistente. | ” |

Os estilos de luta de lobos e cães diferem significativamente; enquanto os cães geralmente se limitam a atacar a cabeça, pescoço e ombro, os lobos atacam as extremidades de seus oponentes.
Na Irlanda, o lebrel irlandês foi criado em 3 a.C.  
Após a conquista cromwelliana da Irlanda, Oliver Cromwell impôs uma proibição à exportação aos cães caçadores lebrel irlandeses, a fim de combater os lobos.

## Caça de lobos na França
De acordo com a Enciclopédia, os esquadrões de caça ao lobo na França geralmente consistiam em 25 a 30 cães de bom tamanho, geralmente de cor cinza com vermelho ao redor dos olhos e das mandíbulas. O grupo principal seria complementado com seis ou oito grandes galgos e alguns dogues . Na caça de lobos alguns galgos eram geralmente separados em três categorias; lévriers d'estric, lévriers compagnons (ou lévriers de flanc ) e lévriers de tête . Era preferível ter dois grupos de cada tipo, sendo cada grupo composto por 2 a 3 cães. É explicado que um único grupo apenas de cães de caça pode nunca ser suficiente em uma caçada ao lobo, pois o lobo é o desafio altamente complicado para cães farejadores que tem grande dificuldade de pegarem sua trilha de cheiro, devido ao fato de deixarem poucos detritos, e, portanto, muito pouco cheiro. Não era um problema tão sério no inverno, quando as trilhas eram mais fáceis de detectar na neve. Cada grupo de cães de caça seria usado alternadamente durante a caça, a fim de permitir que a equipe anterior se recuperasse. Por causa do fraco cheiro do lobo, uma caçada ao lobo teria que começar motivando os cães farejadores com repetidas carícias e a recitação em francês antigo ; "va outre ribaut hau mon valet; hau lo lo lo lo, velleci, velleci aller mon petit". Era preferível que a área da caça não contivesse animais com cheiro mais forte que pudessem distrair os cães, ou que os próprios cães fossem inteiramente especializados em caçar lobos. Uma vez encontrado o cheiro, os caçadores falariam mais uma recitação para motivar os cães; "qu'est-ce la mon valet, hai lami après, vellici il dit vrai". O cheiro era geralmente encontrado em uma encruzilhada, onde o lobo arranha a terra ou deixa uma marca de odor. Os dois grupos de lévriers d'estric seriam colocados em pontos separados nos limites da floresta, para onde o lobo deveria correr. Os lévriers compagnons seriam escondidos em ambos os lados do caminho, enquanto os lévriers de tête, que eram os maiores e mais agressivos, iniciariam a perseguição assim que o lobo fosse avistado. Os Lévriers de tête iriam perseguir o lobo através da trilha e fechariam seu caminho até os outros grupos de Levrier a espera. Uma vez que o lobo fosse pego, os cães seriam puxados para trás e os caçadores colocariam uma vara de madeira entre as mandíbulas do lobo, a fim de impedir que machucasse a eles ou aos cães. O mestre da caça rapidamente despacharia o lobo esfaqueando-o entre as omoplatas com uma adaga.

## Caça de lobos na Rússia
Lobos eram caçados na Rússia czarista e soviética com a raça borzoi por proprietários de terras e cossacos. Grupo foram criados enviando homens montados através de uma área florestal com vários de cães de diversas raças, incluindo cães de caça, veadeiros e cães lobo da Sibéria, além de cães de menor porte do tipo galgos e caçadores de raposa, porque faziam mais barulho que os borzoi. Um batedor, segurando até seis cães com guia, entraria em uma área arborizada onde os lobos teriam sido avistados anteriormente. Outros caçadores a cavalo selecionariam um lugar aberto onde o lobo ou os lobos pudessem aparecer. Cada caçador segurava um ou dois borzóis, que seriam solto no momento em que o lobo aparecesse. Quando o agressor avistava um lobo, ele gritava "Loup! Loup! Loup!" e soltava os cães. A ideia era prender o lobo entre os cães perseguidores e os caçadores a cavalo fora da floresta. Os borzois perseguiam o lobo junto com os cavaleiros e os latidos. Uma vez que o lobo fosse pego pelos borzois, o cavaleiro principal desmontaria e despacharia rapidamente o lobo com uma faca. Ocasionalmente algum lobo era capturado vivo, a fim de treinar melhor os filhotes de borzoi.

## Caça de lobos no Afeganistão
A família real afegã e as tribos pachtuns caçavam lobos usando o antigo galgo afegão, também conhecido como Tazi. O galgo afegão tem uma pelagem muito grossa, longa e versátil. Uma matilha de lobos se dispersaria de medo assim que soubessem que eram caçados pelo galgo afegão. A pelagem do afegão não apenas os protege de dentes, garras e temperaturas severas, mas também causa medo em animais grandes, como lobos, porque os pêlos longos nos cães, combinados com ventos fortes, fazem com que os cães pareçam extremamente grandes. O Tazi corriam a velocidades de até 64 quilômetros por hora.

## Caça de lobos do Cazaquistão
Ao contrário das caçadas de lobos russas com cães de caça, que ocorrem geralmente no período do verão, quando os lobos têm menos pêlo protetor e o terreno é mais favorável para a perseguição dos cães, as caçadas de lobo do Cazaquistão com cães dependem de condições favoráveis de neve. As caçadas ocorrem nas regiões estepes do país ou em semidesertos. Os caçadores rastreiam lobos a cavalo, com seus cães em trenós. Uma vez que um lobo é avistado, os cães são libertados do trenó e o persegue.

## Caça de lobos na América do Norte
Na América do Norte, a caça ao lobo com cães era realizada no contexto do controle de pragas, e não de esporte. George Armstrong Custer gostava de perseguição ao lobo com cachorros e gostava de usar grandes galgos e veadeiros. Deste último, ele pegou um par de animais grandes, brancos e desgrenhados, que soltaria contra lobos nas sagradas montanhas sioux de Black Hills. Em seu livro Hunting the Grisly and Other Sketches, Theodore Roosevelt escreveu que os híbridos de galgos eram os favoritos dele e escreveu que galgos exclusivamente de raça pura eram desnecessários, às vezes ao ponto de serem inúteis em uma caçada ao lobo. Algum sangue de buldogue nos cães foi considerado útil, embora não essencial. Roosevelt escreveu que muitos fazendeiros do Colorado, Wyoming e Montana, na última década do século 19, conseguiram criar grupos de galgos ou de veadeiros que eram capazes de matar lobos sem ajuda, se em números de três ou mais. Esses galgos tinham geralmente setenta e seis centímetro na cernelha e pesavam 40 quilos. Esses cães americanos aparentemente superaram os borzois russos importados na caçada aos lobos. A caça ao lobo com cães se tornou uma busca especializada na década de 1920, com cães bem treinados e com pedigree. Vários cães de caça foram mortos em caçadas de lobos patrocinadas pelo diretor do Departamento de Conservação de Wisconsin, nos anos 30. Essas perdas induziram o Estado a iniciar uma apólice de seguro para cães, a fim de reembolsar as perdas dos caçadores de lobos. A caça ao lobo com cães atualmente só é permitida apenas no estado em Wisconsin, nos EUA, a partir de 2013.

## Treinamento
Os cães normalmente têm medo de lobos. Tanto James Rennie quanto Theodore Roosevelt escreveram como os mesmos cães que enfrentam com entusiasmo ursos e grande felinos hesitam em se aproximar de lobos. De acordo com a Enciclopédia, os cães usados em uma caçada ao lobo são tipicamente animais veteranos, já que os cães mais jovens seriam intimidados pelo cheiro do lobo. No entanto, os cães podem ser ensinados a superar seu medo se habituados a ele desde a tenra idade. Quando filhotes, os cães de caça russos às vezes são apresentados aos lobos vivos que são capturados e são treinados para agarrá-los atrás das orelhas, a fim de evitar serem feridos pelos dentes do lobo. Uma prática semelhante foi registrada nos EUA por John James Audubon, que escreveu como os lobos capturados em uma armadilha seriam aleijados e colocados em uma matilha para condicionar os cães a perderem o medo.
Os cães normalmente não comem facilmente o curée de lobos (um preparado com as entranhas do animal). A Enciclopédia especifica que o curée deve ser preparado de maneira especial para que os cães o aceitem. A carcaça seria esfolada, estripada e decapitada, com as entranhas colocadas no forno. Depois de assadas, as entranhas seriam misturadas com farinha de rosca e colocadas em um caldeirão de água fervente. No inverno, elas seriam misturadas com 1,3-1,8 kg de gordura, enquanto no verão, duas ou três porções de leite e farinha seriam aplicadas. Após a imersão, as entranhas seriam colocadas em uma folha de pano e levadas aos cães enquanto ainda quentes.